# بريسيلا باريس
بريسيلا باريس (بالإنجليزية: Priscilla Paris)‏ هي مغنية أمريكية، ولدت في 4 يناير 1945، وتوفيت في 5 مارس 2004.

## وصلات خارجية
- بريسيلا باريس على موقع IMDb (الإنجليزية)
- بريسيلا باريس على موقع ميوزك برينز (الإنجليزية)
- بريسيلا باريس على موقع أول ميوزيك (الإنجليزية)
- بريسيلا باريس على موقع ديسكوغز (الإنجليزية)
- بريسيلا باريس على موقع كينوبويسك (الروسية)